# Gnatofisiologia
Gnatofisiologia (gnatofisiologia clínica) é a disciplina de alguns currículos odontológicos dedicada ao estudo, pesquisa e ensino da anatomia, histologia e fisiopatologia do sistema mastigatório (Sistema estomatognático). Normalmente embasada nos conhecimentos oriundos da escola gnatológica, em algumas faculdades de odontologia, é conhecida como disciplina de oclusão.